# 且弥
且弥，西域古国。位于今新疆乌鲁木齐附近。分为东西二国。
西且弥国的治所在天山东于大谷，离长安8670里。西汉时332户，1926口，兵士738人。属官西且弥侯、左右将、左右骑君各一人。西南至都护治所乌垒1487里。
东且弥国的治所在天山东兑虚谷，离长安8250里，洛阳9250里。西汉时191户，1948口，兵士572人。东汉时三千户，五千口，兵士两千人。属官东且弥侯、左右都尉各一人。西南至都护治所乌垒1587里，东至长史所居海头800里。住在庐帐，逐水草而居，也种田。三国以后，成为车师的属地。

## 外部連結
[在维基数据编辑]
 《欽定古今圖書集成·方輿彙編·邊裔典·且彌部》，出自陈梦雷《古今圖書集成》